# Championnat de Norvège féminin de football
Le Championnat de Norvège de football féminin ou Toppserien est une compétition féminine professionnelle de football créée en 1984 opposant les meilleurs clubs de football féminins de Norvège.

## Palmarès

### Palmarès par saison
- 1984 : Sprint/Jeløy SK
- 1985 : Nymark IL
- 1986 : Sprint/Jeløy SK
- 1987 : Klepp IL
- 1988 : Asker SK
- 1989 : Asker SK
- 1990 : Sprint/Jeløy SK
- 1991 : Asker SK
- 1992 : Asker SK
- 1993 : Sprint/Jeløy SK
- 1994 : SK Trondheims-Ørn
- 1995 : SK Trondheims-Ørn
- 1996 : SK Trondheims-Ørn
- 1997 : SK Trondheims-Ørn
- 1998 : Asker SK
- 1999 : Asker SK
- 2000 : SK Trondheims-Ørn
- 2001 : SK Trondheims-Ørn
- 2002 : Kolbotn IL
- 2003 : SK Trondheims-Ørn
- 2004 : Røa IL
- 2005 : Kolbotn IL
- 2006 : Kolbotn IL
- 2007 : Røa IL
- 2008 : Røa IL
- 2009 : Røa IL
- 2010 : Stabæk FK
- 2011 : Røa IL
- 2012 : Lillestrøm SK
- 2013 : Stabæk FK
- 2014 : Lillestrøm SK
- 2015 : Lillestrøm SK
- 2016 : Lillestrøm SK
- 2017 : Lillestrøm SK
- 2018 : Lillestrøm SK
- 2019 : Lillestrøm SK
- 2020 : Vålerenga FD
- 2021 : IL Sandviken
- 2022 : SK Brann
- 2023 : Vålerenga FD
- 2024 : Vålerenga FD

### Palmarès par club
| Club                       | Titres                                       |
| -------------------------- | -------------------------------------------- |
| SK Trondheims-Ørn          | 7 (1994, 1995, 1996, 1997, 2000, 2001, 2003) |
| Lillestrøm SK              | 7 (2012, 2014, 2015, 2016, 2017, 2018, 2019) |
| Asker SK                   | 6 (1988, 1989, 1991, 1992, 1998, 1999)       |
| Røa IL                     | 5 (2004, 2007, 2008, 2009, 2011)             |
| Sprint/Jeløy SK            | 4 (1984, 1986, 1990, 1993)                   |
| Kolbotn IL                 | 3 (2002, 2005, 2006)                         |
| Vålerenga FD               | 3 (2020, 2023, 2024)                         |
| Stabæk FK                  | 2 (2010, 2013)                               |
| SK Brann (ex-IL Sandviken) | 2 (2021, 2022)                               |
| Nymark IL                  | 1 (1985)                                     |
| Klepp IL                   | 1 (1987)                                     |

## Source
- (en) RSSSF